# Quorundam exigit
Mit der Päpstlichen Bulle Quorundam exigit vom 7. Oktober 1317 ermahnte Papst Johannes XXII. die Ordensbrüder und rief zum Gehorsam auf. Mit dieser Bulle wurde für den Franziskanerorden das allgemeine Ende der Spiritualität eingeleitet.
Der Papst beklagte den von einigen Brüdern übertriebenen Eifer an Spiritualität und Askese sowie das anwachsende radikale Armutsideal und rief die Ordensbrüder zum Gehorsam auf.
Darüber hinaus präzisierte Johannes XXII. die früheren Verordnungen seiner Vorgänger Nikolaus III. (Exiit qui seminat, 1279) und Clemens V. (Exivi de paradiso, 1312) und warnte vor einem erneuten Armutsstreit. Der Generalminister der Minderbrüder Michael von Cesena war es dann, der die neue Bulle durchsetzte und sogar einige Franziskanerkonvente auflöste.